# The Canyon
The Canyon è un film del 2009 scritto da Steve Allrich diretto dal regista Richard Harrah.

## Trama
Una giovane coppia sceglie di trascorrere la luna di miele nel Grand Canyon ma qui dovrà affrontare notevoli imprevisti che metteranno la loro vita in pericolo.